# Hans Straus
Johan (Hans) Straus, född omkring 1635, död efter 1675, var en tysk tecknare och grafiker.
Han har ibland kallats Straus Berg vilket förklaras av att han stammade från den tyska staden Berg. Han var verksam i Kiel 1665–1666 när han inkallades av Hedvig Eleonora där han med vissa avbrott var verksam i Stockholm 1667–1675. För den av Henrik Keyser tryckta Biblia 1674 graverade han ett porträtt av Karl XI och änkedrottningen Hedvig Eleonora samt de fem förmyndarna. Dessutom graverade han titel och försättsblad till ett flertal svenska böcker, bland annat Sveriges rijkes siö-lagh och Joachim Lütkemanns Harpa av tiyo stränger samt Erik Dahlberghs Suecia antiqua et hodierna. Straus är representerad vid Nationalmuseum i Stockholm.